# Fertigungshilfsmittel
Fertigungshilfsmittel (FHM) sind passive Betriebsmittel, die direkt an der Fertigung beteiligt sind. Da sie passiv sind, können sie alleine nicht tätig werden wie aktive Betriebsmittel (Maschinen). Außerdem sind sie direkt an der Fertigung beteiligt, also nicht nur indirekt wie Gebäude oder Transport- oder Lagereinrichtungen.
Fertigungshilfsmittel sind zum Beispiel:
- Werkzeuge: Maschinenwerkzeuge wie Fräswerkzeuge oder Drehmeißel sowie Handwerkzeuge wie Hämmer oder Gabelschlüssel
- Wirkmedien
- Mess- und Prüfmittel für Qualitätsprüfungen
- Vorrichtungen: Zum Festlegen der Position und Orientierung der Werkstücke
- Spannmittel: Zum Festhalten der Werkstücke oder Werkzeuge an Arbeitsplätzen oder in Maschinen
- Gussformen
- Modelle in der Gießerei